# Pseudocalolampra pardalina
Pseudocalolampra pardalina är en kackerlacksart som först beskrevs av Walker, F. 1868.  Pseudocalolampra pardalina ingår i släktet Pseudocalolampra och familjen jättekackerlackor. Inga underarter finns listade i Catalogue of Life.